# Климівська волость (Сумський повіт)
Климівська волость — адміністративно-територіальна одиниця Сумського повіту Харківської губернії.
На 1862 рік до складу волості входили:
- слобода Климівка
- хутір Перший Нагірний
- хутір Другий Нагірний
- хутір Шкуратів
- хутір Кольчинків
- хутір Янченків
- хутір Дудченків
- хутір Москаленків
- хутір Нижчий Штанів
- хутір Вищий Штанів

Станом на 1914 рік волость було розформовано та приєднано до Ворожбинської волості.